# Gerhard Buddatsch
Gerhard „Gerd“ Buddatsch (* 3. Oktober 1941; † 11. Dezember 2012 in Neuss) war ein deutscher Fußballspieler. 

## Karriere
Buddatsch gehörte von 1966 bis 1973 dem VfR Neuss als Abwehrspieler an, für den er von 1966 bis 1972 in der seinerzeit zweitklassigen Regionalliga West Punktspiele bestritt. Seine letzte Saison für die Neusser bestritt er – Abstieg bedingt – in der Verbandsliga Niederrhein. Am Ende seiner Premierensaison belegte seine Mannschaft als Aufsteiger den achten Platz. In der Folgesaison erlangte er mit seinem Verein Kultstatus, hatte dieser am 13. August 1967 (1. Spieltag) den Bundesligaabsteiger Fortuna Düsseldorf vor 13.500 Zuschauern im heimischen Jahnstadion nach einem 1:3-Halbzeitstand noch mit 5:4 bezwungen.
Gemeinsam mit Mitspielern wie Torhüter Klaus Schonz, Abwehrspieler Robert Begerau, Heinz Mostert, Josef Kokesch, Hans-Günter Neues, Stürmer Ulrich Kohn, Werner Tenbruck konnte sein Verein bis Saisonende 1969/70 Platzierungen im Tabellenmittelfeld (außer 1967/68) einnehmen. Mit dem Abstieg von Rot-Weiss Essen aus der Bundesliga in die Regionalliga West, reichte ein 16. Tabellenplatz (wie 1970/71) nicht mehr zum Klassenverbleib, da nunmehr drei Vereine absteigen mussten. Trotz hoffnungsvoller Nachrücker wie Abwehrspieler Rolf Grünther und Hans-Werner Moors und der Leistungsrückgang durch den Weggang von erfahrenen Spielern, wie auch der Alterungsprozess bei langjährigen Leistungsträgern, führte am Saisonende 1971/72 zum Abstieg.